# Los TNT
Pour les articles homonymes, voir TNT.
Los TNT est un groupe uruguayen formé en 1958 en Italie, pays d'origine des membres du groupe, et séparé en 1966.
Le groupe est composé de deux frères et une sœur originaires de la ville italienne d'Udine : Edelweiss « Tim » Croatto (né en 1936), Hermes « Tony » Croatto (né en 1939), et Argentina « Nelly » Croatto (née en 1941). L'acronyme « TNT » est un jeu de mots provenant de leurs surnoms.
Le groupe a représenté l'Espagne au Concours Eurovision de la chanson 1964 à Copenhague, au Danemark sous le nom Nelly, Tim & Tony avec la chanson Caracola. Le groupe termine 12e sur 16 participants.

## Discographie

### Albums
- 1960 : Los fabulosos TNT
- 1964 : Los TNT